# 홍승옥
홍승옥(洪承玉, 1950년 10월 8일~)은 대한민국의 성우이다. 1972년 MBC 5기 공채 성우로 데뷔하였다.

## 출연작품

### 방송 (애니메이션, 교양, 다큐멘터리, 드라마 출연 등)
- 기동전사 건담 0083 (MBC) - 시마
- 명곡의 고향 (MBC)
- 명화의 고향 (MBC)
- 금발의 제니 (MBC) - 빌 어머니
- 꼬마마법사 레미 (MBC) - 모조리카(1)
- 꼬마용 타발루가 (어린이TV) - 네사야
- 꿈돌이 (MBC) - 디바마녀
- 명탐정 코난 (투니버스) - 권세희
- 보거스는 내 친구 (MBC) - 집 주인 여자
- 부메랑 파이터 (MBC) - 노바
- 신비한 바다의 나디아 (MBC) - 나레이션, 엘렉트라
- 작은 아씨들 (MBC) - 어머니
- 지구로 (MBC) - 마더 일라이저
- 천재소년 지미 뉴트론 (MBC) - 주디 뉴트론
- 축구왕 슛돌이 (SBS) - 마카, 하숙집 아주머니
- 세계명작동화 (웅진닷컴)
- 팬텀 2040 (MBC) - 엘로이즈
- 피그마리오 (MBC) - 메두사
- TV동물농장 (SBS) - 내레이션
- 신비한TV 서프라이즈 (MBC) - 내레이션
- 우주보안관 장고 (MBC)
- 스모기 (MBC)
- 용감한 죠리 (MBC)
- 스탈라의 마법여행 (MBC)
- 꼬마마녀 노노 (KBS)
- 콩딱쿵 이야기 주머니 (MBC)
- 감성매거진 행복한 오후 (KBS)
- 찾아라! 맛있는 TV (MBC)
- 금요컬쳐클럽 (SBS)
- 숲 속의 백설공주 (SBS) - 크리스탈 왕비
- 우주의 기사 테카맨 (SBS) - 파도검
- 내일은 월드컵 (SBS) - 교장선생님
- 퀴즈 육감대결 (SBS)
- 셰익스피어 명작만화 윌리엄 텔의 모험 (SBS) - 마가레타
- 열린 TV 시청자 세상 (SBS)
- KBS 아침뉴스타임 (KBS2)
- 여성공감 (KBS1)
- 존 그리섬의 의뢰인 (MBC) - 피비
- 호루라기 (KBS)
- 의뢰인K (KBS) - (후기)
- 배너의 모험 (MBC)
- 시골소녀 폴리아나 (MBC)
- 목장의 소녀 캐트리 (MBC)
- 피터팬의 모험 (MBC)
- 말괄량이 뱁스 (MBC) - 썩은 감자로 변한 장학관
- 털보아저씨와 꾸러기들 (MBC)
- 꿀벌의 친구 (MBC)
- 스타잔 (MBC)
- 걸리버 여행기 (MBC)
- 모험왕 걸리버 (MBC) - 할렐루야
- 못말리는 아이들 (MBC)
- 마이티 마우스 (MBC)
- 요정 핑크 (MBC) - 여사장
- 지옥소녀 (애니맥스) - 우지이에 쿄케츠
- 세친구 (MBC TV) - 다양한 역할 단역, 김형자&신신애친구역, 조은숙어머니역
- 그 감동 명장면 (KBS)
- 생생정보통 (KBS) - 생활의 중독
- 스토리 잡스 (TV조선)
- 그림명작동화 (MBC TV)
- 서울의 달 (MBC TV) - (배우로 출연)
- 그대 그리고 나  (MBC)
- 보고 또 보고 (MBC) - 이양자 역
- 사랑과 야망 (SBS)
- 속풀이쇼 동치미 (MBN) - 성우
- 2TV 생생정보 (KBS2) - 내레이션

### 영화
- 그렘린II (MBC) - 마이크로웨이브 마지
- 프렌지 (MBC) - 뱁스(안나 마시)
- 세렌디피티 (SBS) - 할리의 엄마(이브 크루포드)
- 비밀과 거짓말 (SBS) - 모나카(필리스 로건)
- 다크 하프 (SBS)
- 최종 분석 (SBS)
- 케이 팩스 (SBS) - 도리스 (셀리아 웨스턴)
- FBI 기동타격대 (SBS)
- 포스 오브 네이처 (SBS) - 브리짓 어머니(블라이드 대너)
- 메트로 (SBS)
- 아스테릭스 (SBS)
- 피너츠 송 (SBS)
- 쥬만지 (SBS) - 노라 (베베 뉴워스)
- 구름 속의 산책 (SBS)
- 키스 더 걸 (SBS)
- 터미네이터2 (SBS) - 존 양엄마
- 화성침공 (SBS)
- 마이 걸 (MBC)
- 네프 므와 (MBC) - 도미니크
- 러브 오브 시베리아 (MBC) - 공작 부인(엘리자베스 스프리그스)
- 와호장룡 (MBC) - 옥부인(해연)
- 더블 크라임 (MBC) - 리비의 엄마(안나 헤이건)
- 롤러볼 (MBC)
- 리틀 킹 (MBC) - 어머니
- 조강지처 클럽 (MBC) - 애니 모친
- 애정의 조건2 (MBC) - 로지
- 프라이멀 피어 (MBC) - 정신과 의사
- 에버 애프터 (MBC) - 드 겐트 부인
- 캐스퍼와 웬디 (MBC) - 거트(마녀)
- 8밀리 (MBC) - 크리스찬 부인
- 긴급명령 (MBC)
- 댄싱히어로 (SBS) - 셜리 헤이스팅스
- 천녀유혼 (MBC)
- 아라비아의 로렌스 그 후의 이야기 (MBC)
- 실버호크 (MBC)
- 정복자 펠레 (MBC) - 집주인의 아내(아스트리드 빌라우메)
- 세인트 (MBC)
- 딥 임팩트 (MBC) - 로빈 러너 (바네사 레드그레이브)
- 뮤리엘의 웨딩 (MBC)
- 파인딩 포레스터 (SBS) - 월러스 부인
- 51번째 주 (MBC)
- 픽쳐 클레어 (MBC) - 스위니 (트레이시 라이트)
- 스트레이트 슈터 (MBC)
- 플루크 (MBC) - 벨라(콜린 윌콕스) / 청소부(조지아 앨런)
- 사랑의 기쁨 (MBC)
- 페이지 마스터 (KBS)
- 슈퍼맨3 (SBS)
- 로스트 인 스페이스 (MBC)
- 나 홀로 집에 (MBC) - 숙모(테리 스넬)
- 빅 대디 (MBC) - 재판장(카멘 드 라밸레이드)
- 코튼 클럽 (SBS)
- 애스터로이드 (SBS)
- 패트리어트 게임 (MBC)
- 코브라 (MBC) - 스톡(리 갈링턴)
- 라이징 선 (MBC)
- 에디 머피의 골든 차일드 (MBC)
- 사랑은 다 괜찮아 (MBC) - 알렉스 어머니 (질 클레이버그)
- 조이 (MBC) - 실비아 (루스 크랙넬)
- 중앙역 (MBC) - 도라 (페르난다 몬테네그루)
- 에이스 벤츄라 (SBS) - 아이혼 (숀 영)
- 써든 데스 (MBC) - 주방장의 아내(폴 모크닉)
- 듄 (SBS) - 모히암(시안 필립스)
- 중화영웅 (MBC) - 화영웅의 어머니(정패패)
- 소돔과 고모라 (MBC) - 수나(로산나 포데스타)
- 크미치스 (MBC) - 올렝카의 숙모(에슬라바 마주르키에비치)
- 중년의 함정 (MBC) - 수잔(크리스틴 얀센) / 이혼 변호사(캐서린 코르테즈)
- E.T.  (MBC) - 의사(바바라 하트넷)
- 리썰 웨폰 2(MBC) - 우드 박사(메리 엘렌 트레이너)

### 광고
- 진양화장품 (레베오나 이온)
- 한국맥도날드

## 같이 보기
- 문화방송 성우극회